# Santos Futebol Clube (calcio femminile)
Il Santos Futebol Clube, noto anche come Santos o Sereias da Vila, è la sezione femminile dell'omonima società calcistica brasiliana con sede a Santos, nello stato di San Paolo.

## Storia
Il club è stato creato nel 1997 in collaborazione con la Fundação Pró-Esportes de Santos (Fupes) e proprio il primo anno raggiunge la finale del Campionato Paulista ma viene sconfitto dal San Paolo. Fu ufficialmente 3 anni più tardi che la squadra conquista il suo primo trofeo ufficiale, la 64ª edizione del torneo Jogos Abertos do Interior contro il São Caetano.
Nel 2007 il club brasiliano vince la sua prima ed unica Liga National e la Coppa del Brasile l'anno seguente. Dal 2009 al 2012 la squadra alvinegra viene considerata come la migliore di tutto il Brasile grazie anche all'arrivo di calciatrici di spessore come Marta e Cristiane che scelgono di ritornare in Brasile per far crescere con la loro presenza il calcio femminile brasiliano. La rosa delle calciatrici che saranno la base anche per la Nazionale brasiliana vincono senza tante preoccupazioni il Campionato Paulista per due anni consecutivi ma soprattutto il 18 ottobre 2009 trionfano in Coppa Libertadores con il risultato di 9-0 le paraguaiane dell'Universidad Autónoma de Asunción. Il 1 dicembre concludono l'anno con la seconda Coppa del Brasile vincendo 3-0 con il Botucatu allo stadio Pacaembu.
Nel 2010 le bianconere vincono di nuovo la seconda Coppa Libertadores consecutiva con le cilene dell'Everton di Viña del Mar con la rete decisiva all'89° di Maurine all'Arena Barueri mentre l'anno successivo il secondo Campionato Paulista nella finale contro il Centro Olímpico.

### Cessazione attività 2012
Nel 2012 il presidente della squadra Luis Oliveira è costretto a chiudere la compagine femminile e quella di Calcio a 5 a causa della mancanza di sostegno economico da parte degli sponsor che non consentono alla squadra di proseguire. Secondo i media locali questa operazione sarebbe stata necessaria per accumulare fondi aggiuntivi e trattenere la giovane stella Neymar, conteso in quel momento dal Barcellona ed il Real Madrid.

### Ristabilimento nel 2015
A febbraio 2015 il nuovo presidente Modesto Roma Júnior ristabilisce la squadra femminile brasiliana ed il 14 aprile viene organizzata una amichevole nell'anniversario dei 103 anni del club allo stadio Vila Belmiro contro il Portuguesa che si conclude per 1-0 delle padroni di casa con rete dell'attaccante Tipa.
Il 20 luglio 2017 la formazione paulista ritorna alla vittoria conquistando il suo primo assoluto Campeonato Brasileiro nella doppia sfida con il Corinthians.

## Colori e simboli

### Colori
L'uniforme di gioco è identica a quella indossa dalla formazione maschile, per le gare casalinghe è completamente bianca, mentre per le trasferte è costituita da una maglia a strisce bianconere e da pantaloncini neri.

## Strutture

### Stadio

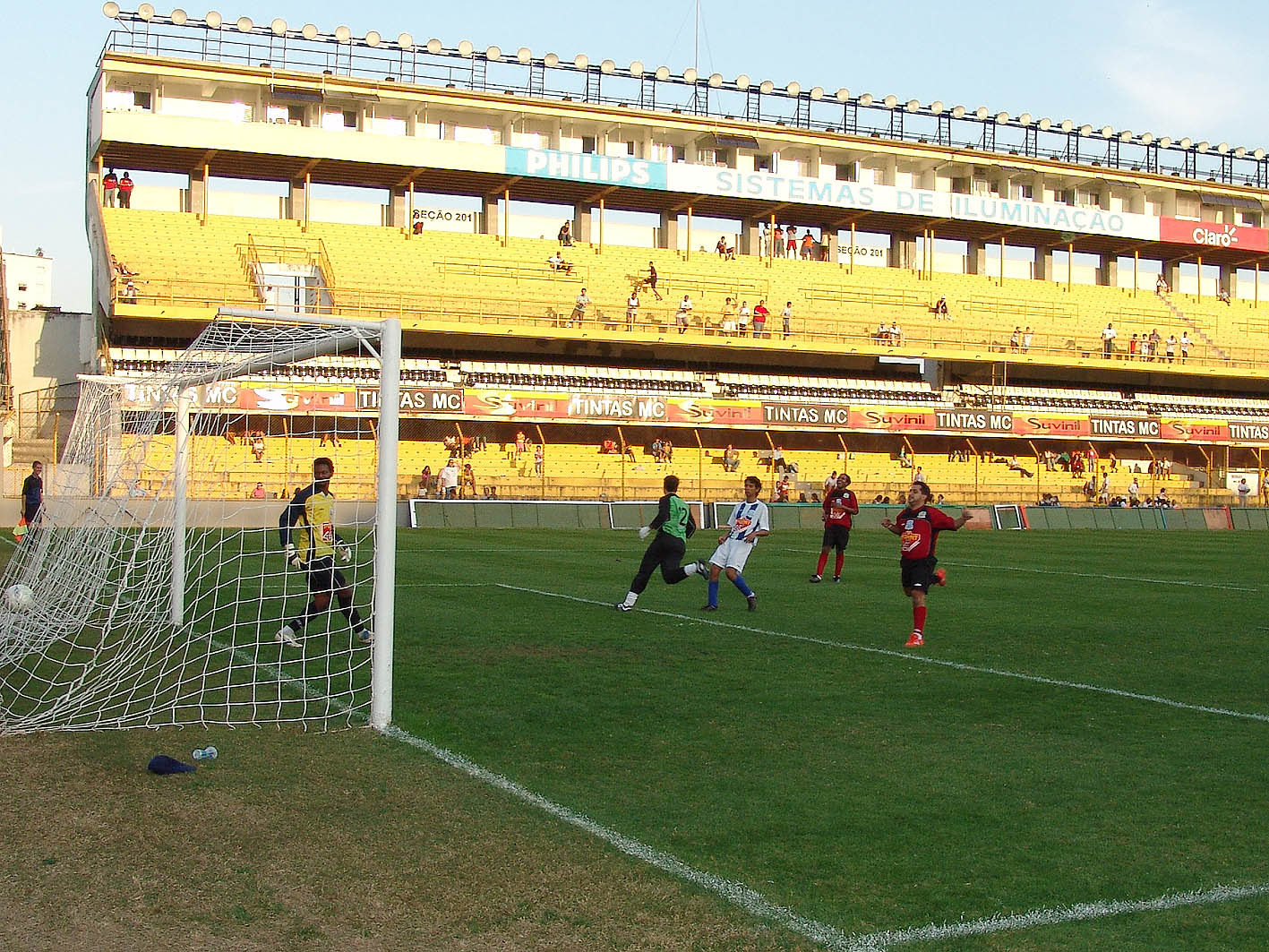
Il Vila Belmiro.

Il Santos disputa le partite casalinghe all'Estádio Urbano Caldeira o comunemente conosciuto come Vila Belmiro capace di ospitare 16798 spettatori.

## Palmarès

### Competizioni statali
- Campionato Paulista: 3

2007, 2010, 2011
- Liga Paulista: 1

2009
- Jogos Regionais: 3

2006, 2007, 2008
- Jogos Abertos do Interior: 1

2000

### Competizioni nazionali
- Campionato brasiliano: 1

2017
- Coppa del Brasile: 2

2008, 2009
- Liga National: 1

2007

### Competizioni Internazionali
- Coppa Libertadores: 2

2009, 2010
- Coppa Mercosur: 1

2006
- Torneio Interclubes: 1

2011

## Organico

### Rosa 2023
Rosa, ruoli e numeri di maglia come da sito ufficiale, aggiornati al 19 giugno 2023.
| N. |                        | Ruolo | Calciatrice          |
| -- | ---------------------- | ----- | -------------------- |
| 2  | Brasile (bandiera)     | D     | Tayla                |
| 3  | Argentina (bandiera)   | D     | Eliana Stábile       |
| 4  | Brasile (bandiera)     | D     | Camila Martins       |
| 5  | Brasile (bandiera)     | C     | Brena                |
| 7  | Brasile (bandiera)     | A     | Ketlen               |
| 8  | Brasile (bandiera)     | A     | Jane Tavares         |
| 9  | Stati Uniti (bandiera) | A     | Jourdan Ziff         |
| 10 | Brasile (bandiera)     | C     | Thaisinha            |
| 11 | Brasile (bandiera)     | A     | Cristiane (capitano) |
| 12 | Brasile (bandiera)     | P     | Camila Gomes         |
| 13 | Brasile (bandiera)     | D     | Kelly                |
| 14 | Brasile (bandiera)     | C     | Ana Carla            |
| 15 | Argentina (bandiera)   | D     | Adriana Sachs        |
| 16 | Brasile (bandiera)     | D     | Raíssa Calheiros     |
| 17 | Brasile (bandiera)     | D     | Giovana              |

| N. |                      | Ruolo | Calciatrice    |
| -- | -------------------- | ----- | -------------- |
| 18 | Brasile (bandiera)   | C     | Júlia Daltoé   |
| 20 | Brasile (bandiera)   | D     | Kaká           |
| 21 | Panama (bandiera)    | D     | Luciana Ortega |
| 22 | Filippine (bandiera) | D     | Reina Bonta    |
| 23 | Brasile (bandiera)   | D     | Bia Menezes    |
| 24 | Brasile (bandiera)   | P     | Anna Bia       |
| 25 | Brasile (bandiera)   | C     | Laura Valverde |
| 26 | Brasile (bandiera)   | C     | Vitória Yaya   |
| 27 | Brasile (bandiera)   | A     | Bianca Gomes   |
| 28 | Brasile (bandiera)   | C     | Gi Fernandes   |
| 29 | Brasile (bandiera)   | A     | Taina Maranhão |
| 34 | Brasile (bandiera)   | P     | Michelle       |
| 42 | Brasile (bandiera)   | P     | Jully          |
| 72 | Brasile (bandiera)   | C     | Erikinha       |
| 77 | Brasile (bandiera)   | D     | Fabi Simões    |